# 广西两江道宣慰司
广西两江道宣慰司，又称广西两江道宣慰司都元帅府，元朝在广西设立的机构。
元成宗元贞元年（1295年），以左右两江宣慰司改置。治所在邕州路（泰定之后改为南宁路，治今广西南宁市）后来迁到静江路（治今广西桂林市），属湖广等处行中书省。分管静江路、南宁路、梧州路、柳州路、横州路、浔州路（治今广西桂平市）、思明路（治今广西宁明县东）、太平路（治今广西崇左市北）、田州路（治今广西田东县西北）、来安路（治今广西田阳县）、镇安路（治今广西那坡县）等十路，和横州、藤州、容州、贵州、融州、象州、郁林州（今广西玉林市）、宾州（今广西宾阳县北）、贺州（今广西贺州市南）等九州，还有平乐府、庆远南丹溪洞等处军民安抚司（今广西宜州市）。辖境相当今广西大部地区除钦州外，包括南宁市、河池市、柳州市、桂林市、梧州市、玉林市、百色市和贵州省罗甸县、望谟县、册亨县、贞丰县。至正末年改为广西等处行中书省，明太祖洪武九年（1376年）改为广西承宣布政使司。 